# 劳里亚诺·萨纳布里亚·鲁伊斯
劳里亚诺·萨纳布里亚·鲁伊斯（西班牙語：Laureano Sanabria Ruiz），通常称呼为劳雷（Laure），是一名西班牙足球运动员，目前效力于西甲联赛拉科鲁尼亚队。

## 个人经历
劳雷1985年3月22日生于西班牙首都马德里，他的职业生涯起步于皇家马德里队。2002年，他被皇马青训营吸收进入球队，但直到离队，他也仅代表俱乐部的C梯队出场，没有一线队出场纪录。 
2007年，劳雷加入拉科鲁尼亚，随后升入球队一线队，作为老队长也是球队主力右后卫曼努埃尔·巴勃罗的替补。 虽然在场上司职右后卫，但2010年期间由于球队主力左后卫菲利佩受伤，劳雷也开始客串担任左后卫。